# Rio della Salute
Le rio de la Salute (en italien : rio della Salute) est un canal de Venise dans le sestiere de Dorsoduro.

## Toponymie
Ce rio est appelé d'après l'église de Santa Maria della Salute qu'il longe.

## Description
Le rio della Salute a une longueur d'environ 150 mètres. Il fait le lien entre le canal de la Giudecca et le Grand Canal de sud en nord.

## Situation
Ce rio débouche sur le Grand Canal à côté de la Basilique Santa Maria della Salute de Venise.
- Il longe :
  - la fondamenta della Salute sur son flanc est ;
  - l'ancienne abbaye de San Gregorio sur son flanc ouest.

## Lieux et monuments
- Le campo della Salute
- L'abazzia di san Gregorio

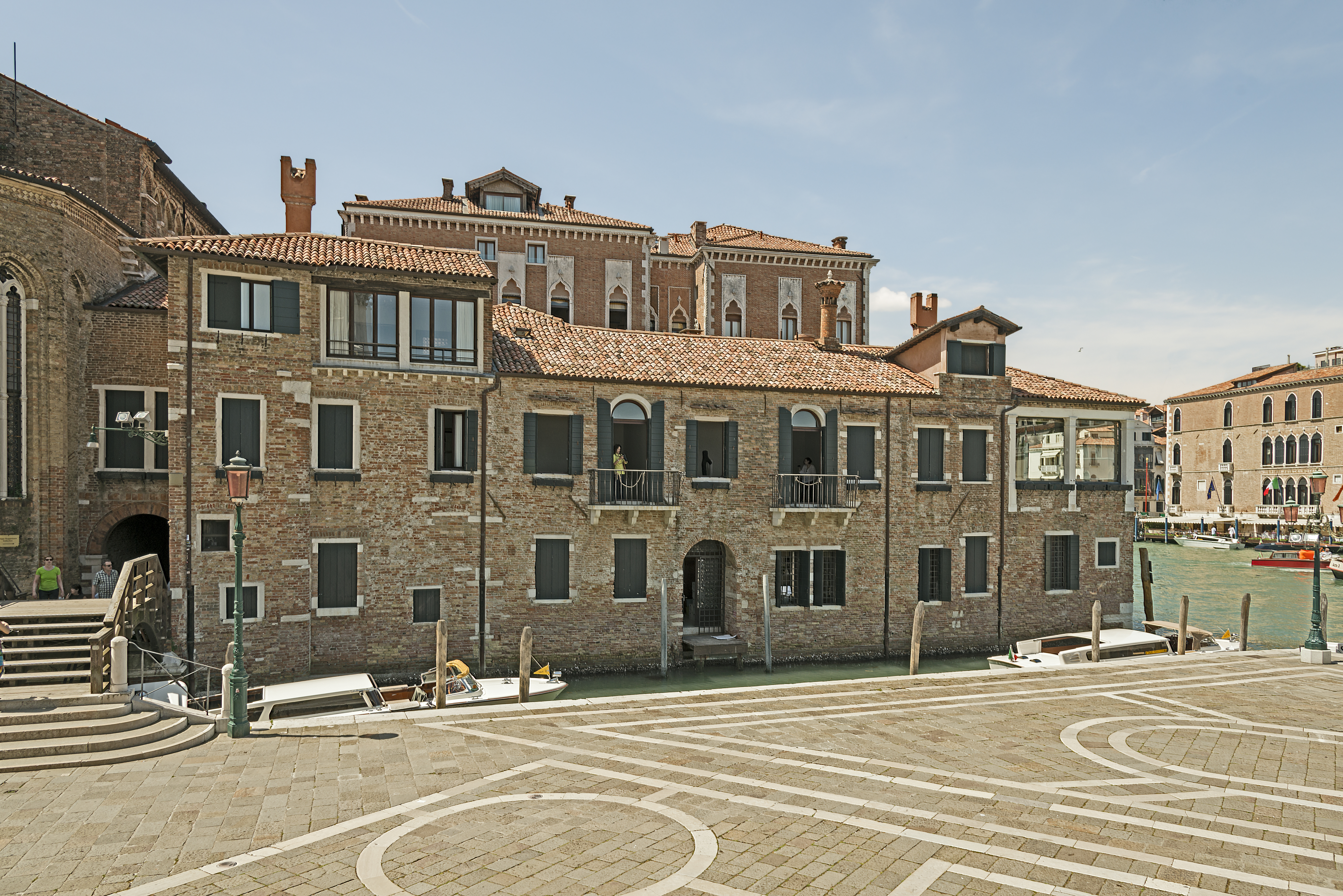
La façade de l'Abbazia San Gregorio et le Campo della Salute

### Ponts
Ce rio est traversé par quatre ponts (du nord au sud) :

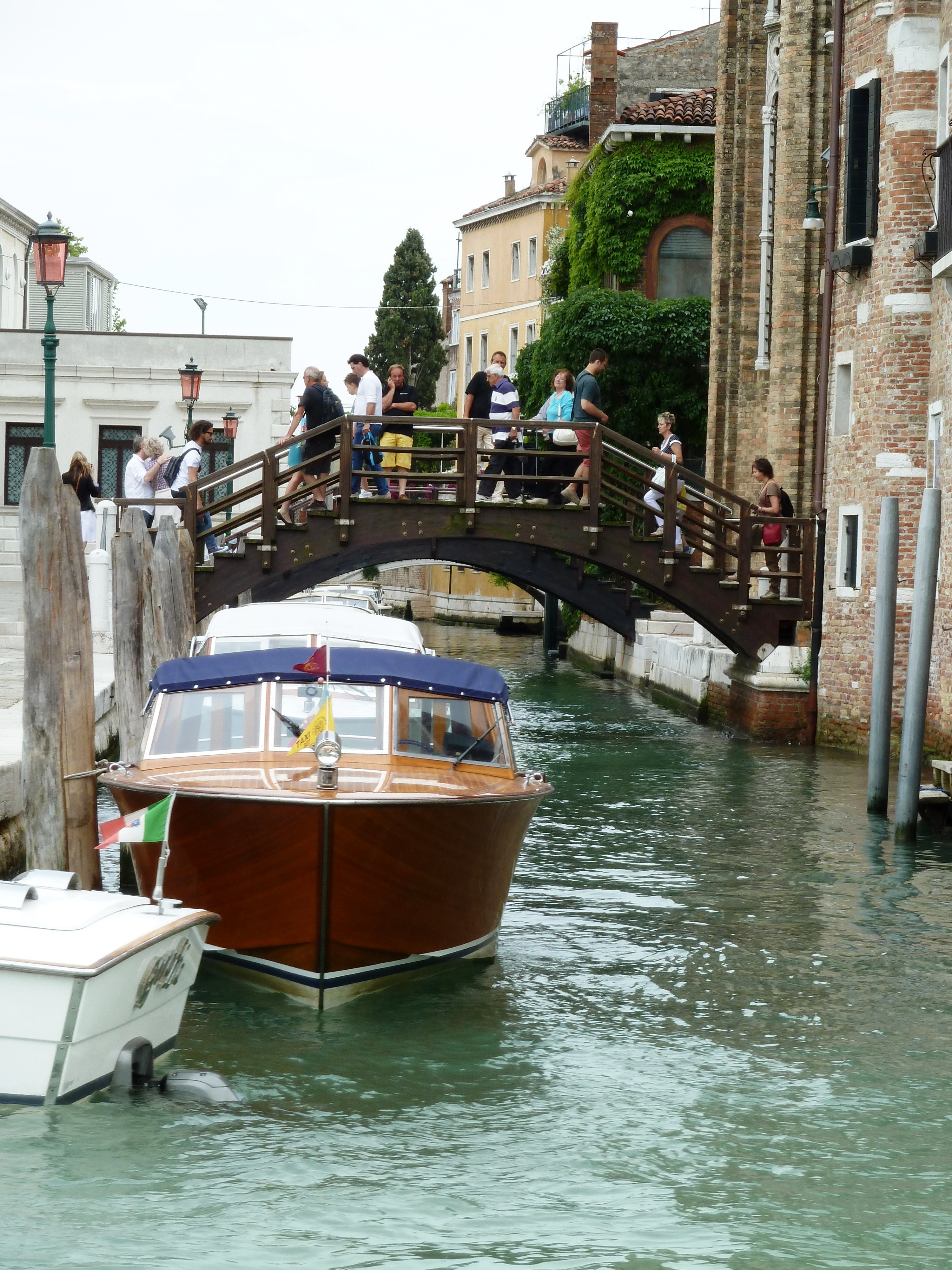
Ponte de l'Abazia (bois) reliant l'église à une calle menant au Campo San Gregorio
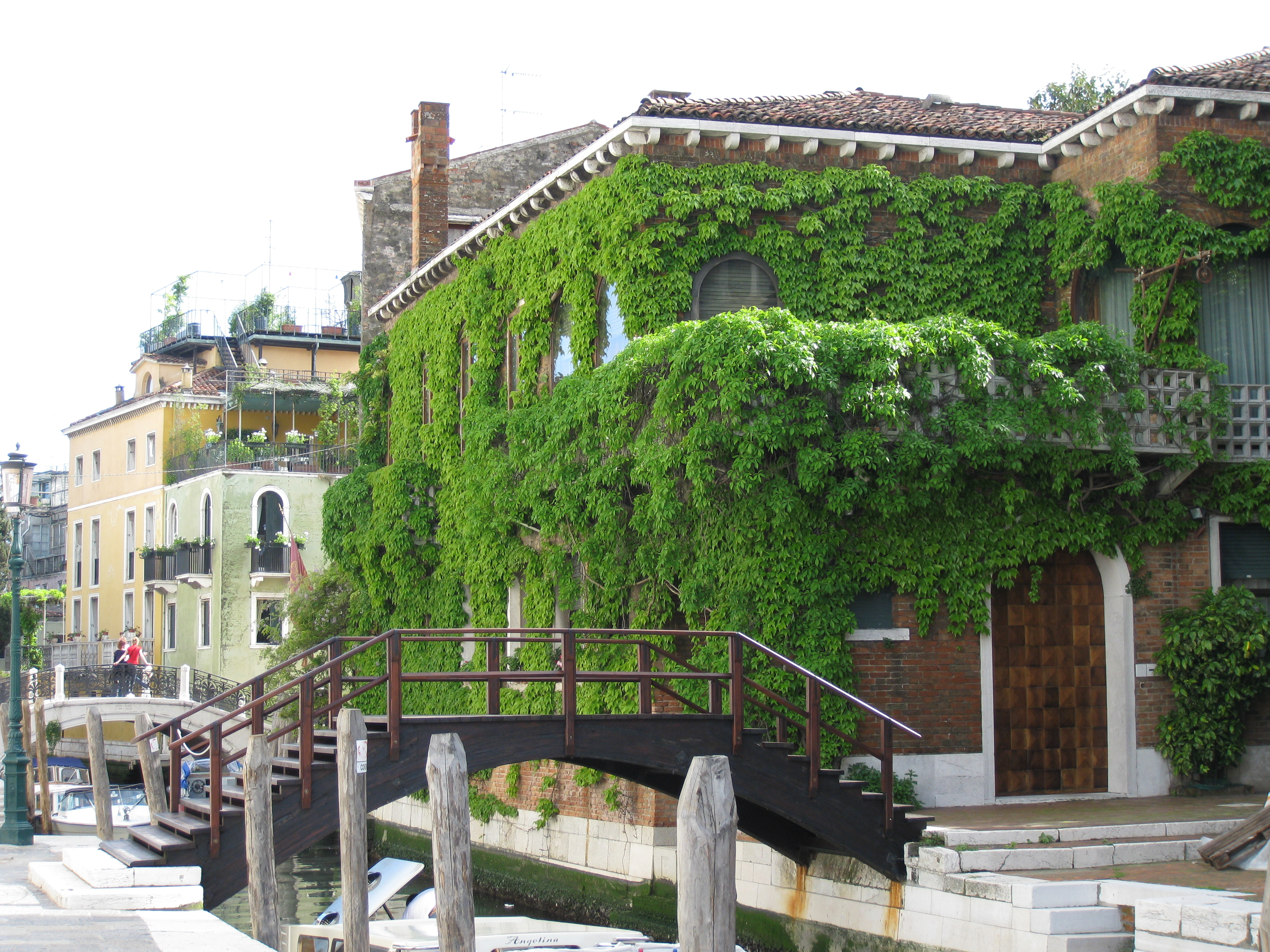
Le pont privé de la Salute
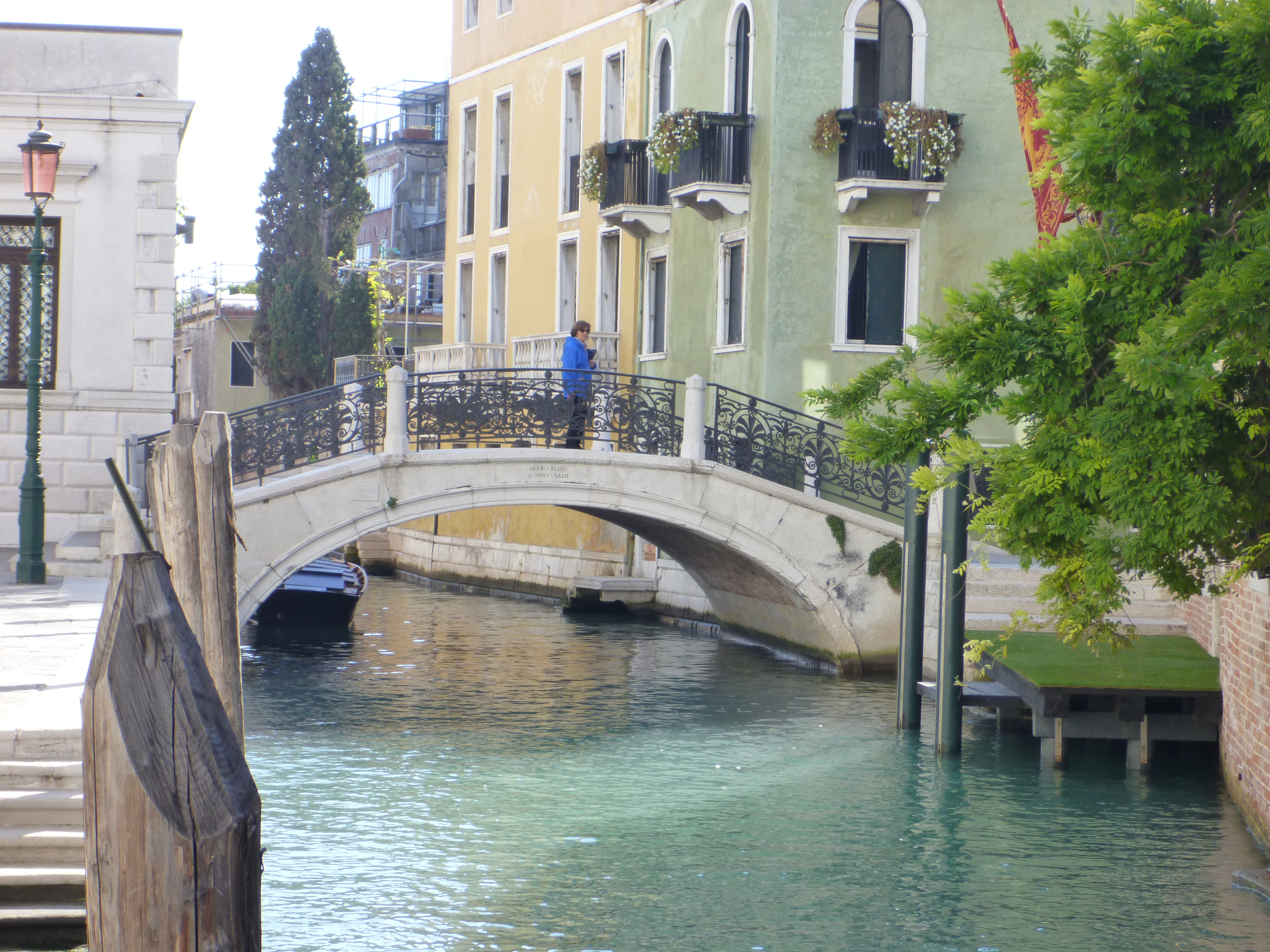
Ponte de la Salute reliant l'église éponyme au Rio terà dei Catecumeni
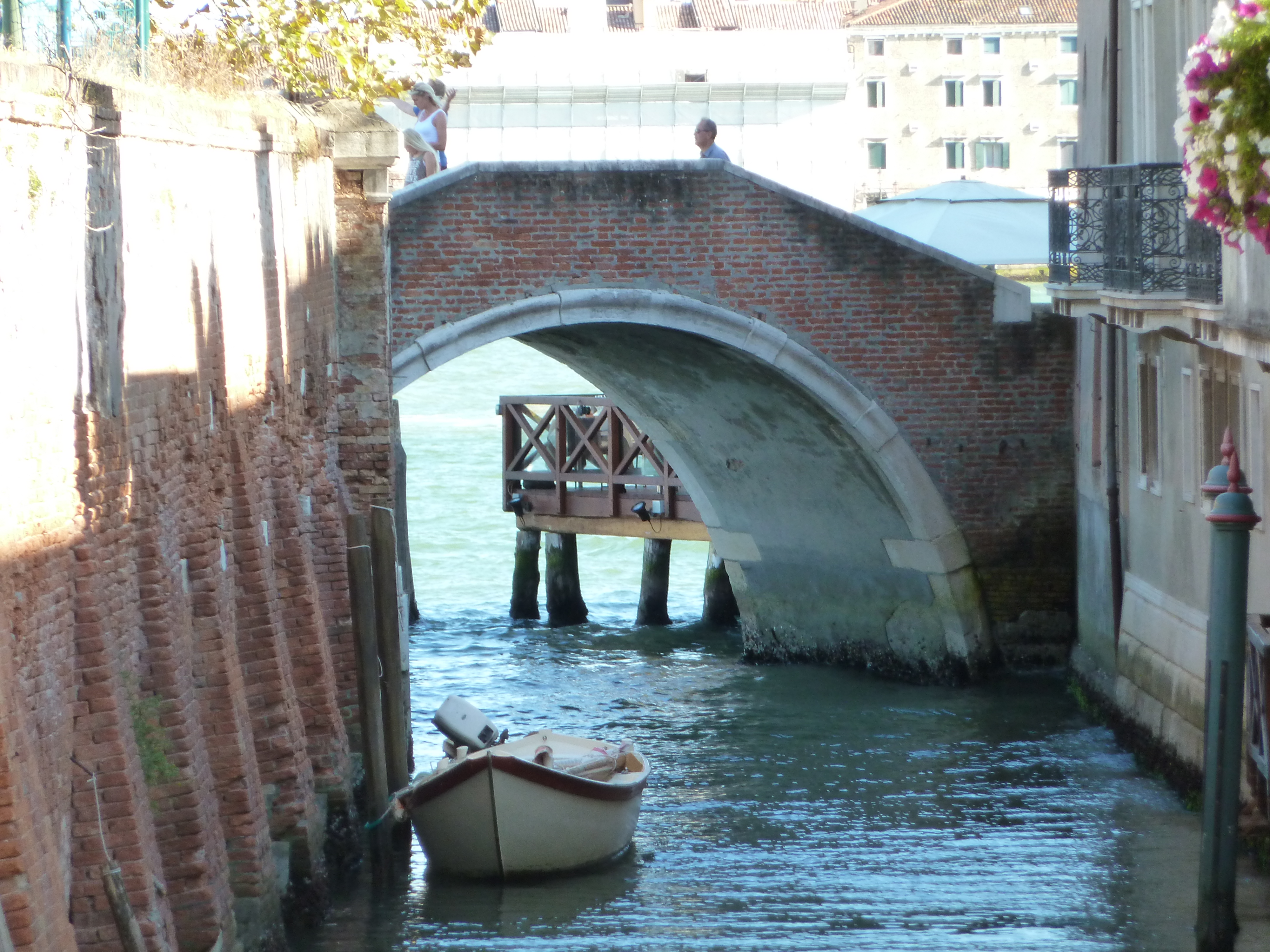
Ponte de l'Umiltà (humilité) entre Fondamenta Zattere ai Saloni et FZ allo Spirito